# Zon's Hofje
Het Zon's Hofje, ook wel Zonshofje, is een hofje aan de Amsterdamse Prinsengracht. Het hofje is rond 1765 gebouwd voor Doopsgezinde vrouwen van 50 jaar en ouder. In de loop van de 19e eeuw is het complex uitgebreid met twee panden aan de Prinsengracht. Deze panden tellen beide meerdere verdiepingen.
Sinds 1967 zijn de vrouwelijke bewoners allemaal jongeren, de laatste bejaarde bewoonster is dat jaar verhuisd en het hofje kreeg de bestemming van studentenhuis. Op 1 september 1970 is het complex als rijksmonument ingeschreven in het monumentenregister.

## Geschiedenis
In 1752 werd de Doopsgezinde kerk die op de plek van het huidige hofje stond overbodig naar aanleiding van verschillende fusies tussen gemeentes. In 1764 werd de aanzet voor de bouw van het huidige hofje genomen. Het hofje zou dienst gaan doen als oude vrouwenhof. In 1765 konden de eerste vrouwen hun intrek nemen. Bijna 20 jaar later, in 182, werd het hofje uitgebreid met twee panden: Prinsengracht 173 en 175. In het pand op nummer 173 kwam de regentenkamer, de opzichterwoning en een aantal kamers voor een aantal bewoonsters. Het huis op nummer 175 werd verhuurd.
In 1893 werd het hof wederom uitgebouwd, ook het bestaande hof werd verbouwd. Na de verbouwing bood het hof ruimte aan 32 bewoonsters.
Het hofje heeft enige vorm van concurrentie ondervonden van het Rijpenhofje, dat hofje werd in 1913 gemoderniseerd. Hierdoor gaven meer dames voorkeur aan het Rijpenhofje dan aan het Zon’s hofje. Omdat het hofje leegstand begon te vertonen werd besloten om de kamers ook aan doopsgezinde meisjes en sociaal werksters te gaan verhuren. Nadat de laatste bejaarde bewoonster verhuisde werd het hofje een hofje voor doopsgezinde studentes.

## Exterieur
Het hoofdgebouw telt drie verdiepingen en heeft een schilddak met dakkapellen. In de gevel boven de ingang naar de bovenwoningen is een gevelsteen met daarop een voorstelling van de Ark van Noach geplaatst. Op de afbeelding staan een aantal dieren die twee aan twee de Ark betreden. Onderwijl worden ze beschenen door een stralende zon. Onder de afbeelding staat de tekst: De Arke Noach.
Aan de zijkanten van de afbeelding dienen twee S-voluten als lijst. Direct boven de voorstelling is een jaartalsteen aangebracht met daarin in het jaartal: MDCCLXV, Latijns schrift voor 1765. Boven deze jaartalsteen is een zonwijzer aangebracht. Tussen de zonnewijzer en de gevelsteen is de volgende tekst van Bernardus de Bosch geplaatst:
’t Geloof heeft hier Gods woord ontvouwd;

De Liefde ons dit verblijf gebouwd;

De Hoop blijve ons geduurig noopen,

Om op der zielen Zon te Zien,

Den tijd zorgvuldig uit te koopen,

en dus tot de Ark des heils te vlien.
De rest van het exterieur is sober te noemen,

## Interieur
Het hofje had in de tijd van de opening voor elke bewoonster op de zolder een hok voor de opslag van turf en een droogruimte voor de was. Elke woning was voorzien van een bedstede en een eigen stookplaats. De woningen op de begane grond hadden elk een eigen ingang en een kelder, de bovenwoningen beschikten elk over een zolderverdieping.